# Incidente ferroviario di Santiago di Compostela
L'incidente ferroviario di Santiago di Compostela si è verificato il 24 luglio 2013 alle ore 20:41 nel sobborgo di Angrois, a circa tre chilometri dalla stazione di Santiago di Compostela. Un treno Alvia con otto carrozze e due motrici gestito dall'impresa ferroviaria Renfe Operadora deragliò con 222 persone a bordo (218 passeggeri e 4 membri dell'equipaggio), uccidendo 79 persone.
L'eccesso di velocità del treno fu la causa del gravissimo incidente.

## Dinamica dei fatti
Alle 20:41 del 24 luglio 2013, il treno Classe S730 della società esercente delle ferrovie spagnola RENFE che viaggiava sulla linea ad alta velocità Olmedo-Zamora-Galizia, che collega Madrid con Ferrol, deragliò affrontando a velocità elevata la curva denominata Grandeira, nei pressi della stazione di Santiago di Compostela, posta al termine di un lungo rettilineo e termine della tratta AV. Tutti i 10 veicoli del convoglio (8 vagoni e 2 motrici) del treno deragliarono e quattro si rovesciarono. Il treno trasportava 218 passeggeri al momento dell'incidente. Una delle carrozze si lacerò nel lato sinistro e un'altra prese fuoco. Relazioni tecniche non ufficiali indicarono in 190 km/h la velocità del treno, oltre il doppio del limite di 80 chilometri orari consentito in quel punto, velocità che è possibile confermare analizzando il video ufficiale dell'incidente, cronometrando il tempo di percorrenza rispetto alla lunghezza del treno. 
78 persone furono trovate morte, mentre un'altra spirò successivamente in ospedale, aggravando il bilancio a 79 morti e 140 feriti, tra cui il macchinista. 
Il primo ministro spagnolo Mariano Rajoy convocò un consiglio dei ministri straordinario dichiarando: "Voglio esprimere il mio affetto e la solidarietà con le vittime del terribile incidente ferroviario a Santiago". Il 25 luglio visitò il luogo della tragedia. Circa 320 poliziotti furono inviati presso il luogo dell'incidente. I festeggiamenti previsti per il 25 luglio a Santiago di Compostela per il Día Nacional de Galicia ("Giorno nazionale della Galizia") vennero cancellati. 
Il governo spagnolo dichiarò 3 giorni di lutto nazionale e i Reali di Spagna disdirono tutti i loro impegni.
È l'incidente ferroviario peggiore avvenuto in Spagna dopo il Torre del Bierzo del 1944.
Il video del disastro, rilasciato dalla compagnia ferroviaria spagnola, rivela tutta la tragica sequenza dell'incidente.

## L'inchiesta
L'inchiesta per l'accertamento delle cause del disastro venne assunta dalla Comisión de Investigación de Accidentes Ferroviarios, in quanto autorità responsabile nelle indagini sugli incidenti ferroviari in Spagna. 
Un portavoce del governo escluse la possibilità che il deragliamento di Santiago potesse ritenersi un atto di terrorismo. Alcuni testimoni oculari riferirono che il treno, prima di deragliare, viaggiava ad alta velocità. Il macchinista comunicò che il treno viaggiava a circa 190 chilometri l'ora nonostante il limite di velocità sulla curva fosse di 80 chilometri all'ora. Il tratto dove è avvenuto l'incidente è il primo in curva, provenendo da Ourense, dopo circa 80 chilometri di percorso in cui è possibile raggiungere la velocità di 200 km/h. La tratta rettilinea, atta ai treni ad alta velocità, dispone del sistema ERTMS (European Rail Traffic Management System) che è in grado di verificare in tempo reale tutti i parametri di marcia del convoglio intervenendo quando la velocità del treno non rispetta i parametri previsti. La curva interessata dall'incidente fa parte della linea storica, in cui viaggiano anche i treni merci e regionali, e non dispone di tale tipo di controllo in quanto attrezzata con il sistema ASFA (Anuncio de Señales y Frenado Automático).

## Provvedimenti correttivi adottati in seguito
Nell'immediato l'autorità di controllo ferroviaria spagnola ADIF installò tre balise del sistema ASFA alla distanza di 1,9 km in antecedenza alla stazione di Santiago de Compostela per controllare ed eventualmente azionare automaticamente la frenatura dei convogli alle rispettive velocità di controllo di 160, 60 e infine 30 km/h.
L'autority Adif diede inizio ad una revisione del sistema di interconnessione AV-rete normale di tutta la rete ferroviaria.